# Sakuraeolis japonica
Sakuraeolis japonica is een slakkensoort uit de familie van de Facelinidae. De wetenschappelijke naam van de soort is voor het eerst geldig gepubliceerd in 1937 door Baba.